# 夜桜美人図
『夜桜美人図』（よざくらびじんず、『春夜美人図』とも）は、江戸時代後期の浮世絵師、葛飾応為の手によるものと伝えられる肉筆浮世絵である。落款、印章が無いため、正確には作者不詳の作品となるが、作風などから応為の手によるものであるという見解が通説となっている。美術史家の安村敏信は、本作品について「日本の絵画史上、光と影を本格的に扱った重要な作品」と評している。
満天の星空の下で若い女性が短冊と筆を持ち、灯篭の灯りを頼りに何かをしたためようとする光景を描いている。夜空の星は等級を意識した描き分けが行われている。本作品のモデルについて美術史家の秋田達也は、元禄時代の歌人秋色女でないかと考証している。

## 制作時期
昭和7年（1932年）6月に浮世絵芸術社から出版された『浮世絵芸術』第一巻五号に掲載された美術評論家外狩素心庵の解説に「天保二年に信州高井郡小布施村の高井家で、北斎に手伝ってもらひながら描いたのだといふ春夜美人図」という記述があり、父葛飾北斎とともに小布施の地に滞在していた期間に描かれたものとされている。しかしながら近年の研究において天保2年（1831年）に応為が小布施の地にいたとする説は否定的な見解が取られており、美術史家の久保田一洋は小布施で制作されたという点に着目するのであれば北斎が応為を伴って滞在していた弘化2年（1845年）7月以降ではないかと指摘している。

## 来歴
本作品は昭和7年（1932年）5月14日から5月29日にかけて開催された「北斎翁建碑記念展覧会／第二回浮世絵綜合大展覧会」において初めて展示されたと見られ、当該展覧会の目録には「三一四　春夜美人　葛飾於栄　一幅　小倉常吉氏」と記録されている。また同年10月に京都の恩賜京都博物館でも展示され、「一六二　春夜美人図　絹本着色　無款但シ伝お栄筆　一幅　東京市小倉常吉氏蔵」と記録されていることから、初出当初は個人蔵の作品であったことが分かる。所有者の小倉常吉は、日本の石油王と呼ばれた実業家で、現在のENEOSホールディングスへと連なる小倉石油株式会社の創業者であり、美術品の蒐集や文化の保護に努めた人物であった。小倉の没後は北斎の研究者である金子孚水の手に渡り、戦争の勃発に伴い、戦火を免れるため所有する美術品を疎開させたという記述が金子の『肉筆浮世絵集成』に記されている。
終戦直後の昭和21年（1946年）、早稲田大学坪内博士記念演劇博物館において11月1日から11月15日にかけて開催された「初期歌舞伎屏風披露展」で凡そ10年ぶりに展示され、同年12月の『浮世絵草紙』において「北斎の娘應為（お栄）の桜下美人図も十年ぶりの出品で、改めて彼女の手腕の優れてゐたことに驚異の眼をみはつた」と評されている。その後昭和35年（1960年）9月に北斎生誕二百年を記念して毎日新聞社が日本橋の白木屋で開催した「葛飾北斎名作展」で「光野幸四郎コレクション」として展示されて以降、永らく行方が分からなくなった。しばらく時を置いた昭和50年（1975年）8月に名古屋の名鉄百貨店で朝日美術が展示即売を兼ねた「肉筆浮世絵名品展」を開き、愛知県小牧市のメナード美術館が所蔵するに至っている。

## 作品
美術史家の秋田達也は、平成16年（2004年）3月の『フィロカリア』二一号にて、本作に描かれる女性は元禄期に実在した歌人、秋色女ではないかとする説を提唱した。秋色女は13歳の頃に上野へ花見に赴いた際、清水観音堂の井戸の傍らに咲いた桜を見て「井のはたの　桜あぶなし　酒の酔」という句を詠んだことで知られる。応為は落款にて「酔女」と記している作品も遺存しており、秋田は、当時の知識人は秋色女の「井のはたの　桜あぶなし　酒の酔」という句から「酔女」（＝応為）という作者を比定し得たのではないかと推察している。
画面手前の雪見灯篭は、無機質な直線で表現されており、光を強く意識した陰影表現とともに『吉原格子先之図』と共通した画風が確認できる。夜空の星は等級によって5種類ほどの描き分けが見られる。和歌を書こうとしていると見られる短冊には細やかな地模様が入っており、高価なものであることが想定される。作中の女性は、長い振袖と剃っていない眉から未婚の若い娘であると推定できる。また、描かれているアジサイのような桜の筆致に、北斎様式を見出すことができる。その他、キアロスクーロや遠近法などの西洋画法が用いられている。